# Ernest Santasusagna i Santacreu
Ernest Santasusagna i Santacreu   (Barcelona, 8 de desembre de 1900 - Santa Coloma de Gramenet, 1964) fou un pintor i cartellista català.
Neix el 8 de desembre de 1900, fill de Joaquim Santasusagna i Pellicer de Barcelona i de Dolors Santacreu i Bosch nascuda a Agramunt. Es va formar a l'Acadèmia Baixas i a l'Escola de la Llotja de Barcelona. L'any 1943, el van nomenar catedràtic de l'Escola de Belles Arts d'aquesta ciutat.
Gràcies a la informació que aporta Josep Maria Garrut i Romà a Dos siglos de pintura catalana (XIX i XX) coneixem la relació entre Santasugsana i la Metro Goldwin Mayer, ja que aquest pintor es va encarregar durant uns anys dels cartells i plafons anunciant les pel·lícules d'aquesta productora que es col·locaven en les façanes dels cinemes.

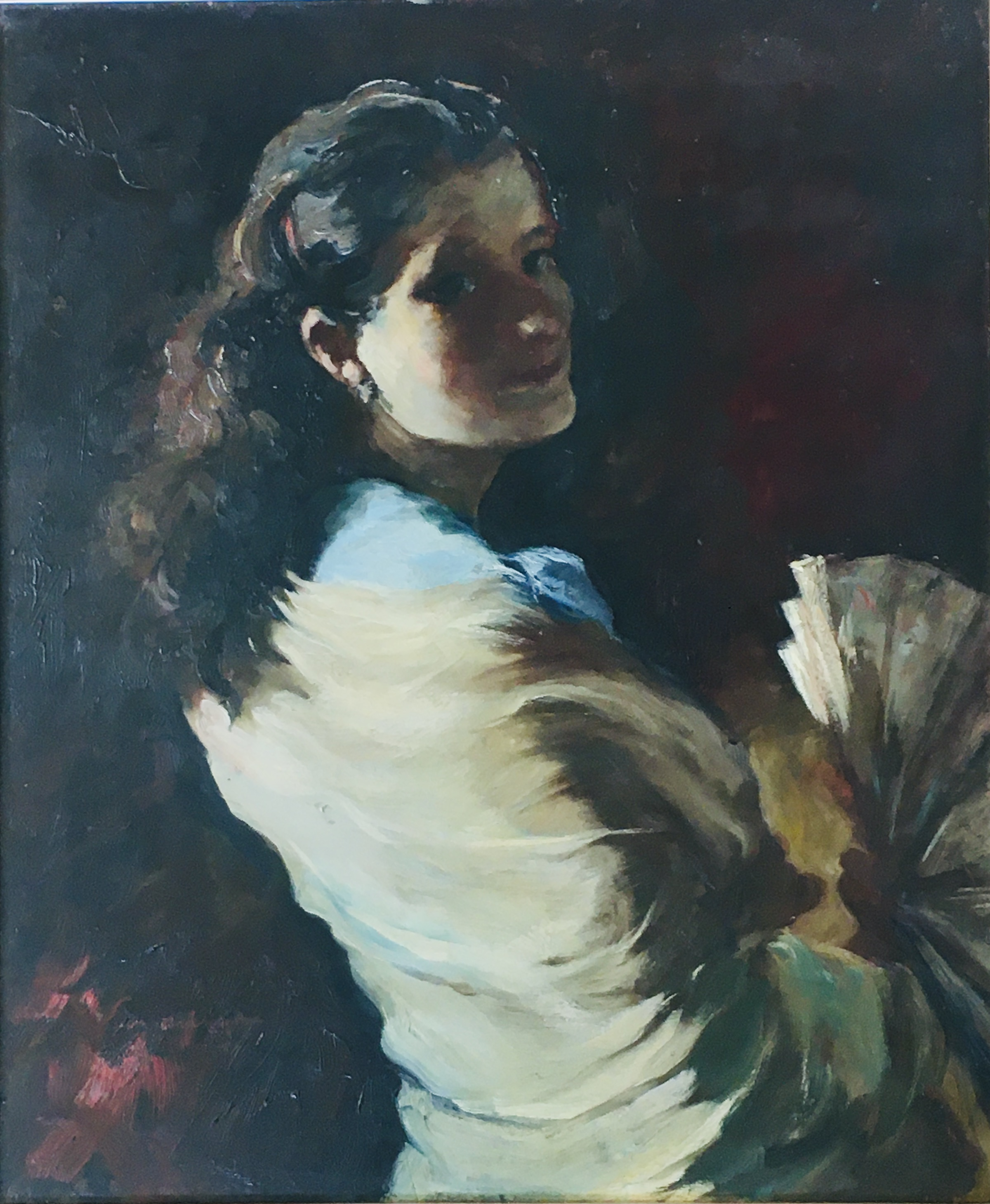
Retrat de dama. Exemple d’influències de Sorolla en l’obra d’Ernest Santasusagna. Col·lecció privada Barcelona.

També va sobresortir com a retratista i com a intèrpret de la figura femenina.
En l'Exposició de Belles Arts de Barcelona de 1944 va resultar guanyador del Premi d'Honor gràcies a l'obra El palco de la Celestina, obra de gran influència goyesca conservada al MNAC.
Exposà sovint a Barcelona. Va ser assidu de la Sala Parés i sobretot de La Pinacoteca, Participà en nombroses exposicions col·lectives. Obtingué un diploma a l'Exposició Internacional de Barcelona de 1929 (per Hipòlita i Delfina, MNAC) i guanyà el premi d'honor de l'Exposició Nacional de Belles Arts de Barcelona el 1944 amb El palco de la Celestina. Excel·lent tècnic, fou catedràtic de colorit i composició i un dels més conspicus representants de la pintura acadèmica catalana.
A La Casa de la Seda de Barcelona hi ha una sèrie de pintures al·legòriques seves datades el 1934.
Per encàrrec de Julio Muñoz Ramonet, l'any 1945 va realitzar la decoració mural de l'anomenat "saló goyesc" de l'antic palau del marquès d'Alella situat al carrer Muntaner de Barcelona El magnat industrial Julio Muñoz Ramonet també va encarregar a Santasusagna el retrat del seu casament, que ara forma part de la col·lecció de la ciutat de Barcelona, que s'allotjarà al nou Centre de Cultura i Cièncias del Palacete de Muñoz Ramonet junt amb altres obres. a la col·lecció inclosos Ramon Casas i Carbó i Joaquim Sorolla i Bastida. El MNAC conserva diverses pintures d'Ernest Santasusagna com ara el retrat de Darius Rumeu i Freixa, Baró de Viver (1948)